# Thora Meincke
Thora Meincke, född 23 maj 1877 i Odense, död 26 december 1911, var en dansk skådespelare. Hon var syster till skådespelaren Anna Larssen och gift med skådespelaren Albrecht Schmidt.
Thora Halberg Meincke var under hela sin karriärr engagerad vid Dagmarteatret och medverkade därutöver i fyra filmer.

## Filmografi
- 1910 – En rekrut fra 1864
- 1910 – Himlens straf
- 1911 – Den hvide slavehandels sidste offer
- 1911 – Ved fængslets port